# Bataille de Brouwershaven (1490)
Pour la bataille de 1426, voir Bataille de Brouwershaven.
guerres des Hameçons et des Cabillauds
La bataille de Brouwershaven a eu lieu le 23 juillet 1490 pendant les guerres des Hameçons et des Cabillauds à Brouwershaven, en Zélande. En général, ce fut la dernière bataille de la guerre du jonker Frans (nl), la dernière période de soulèvement des 150 ans de conflits entre les Hameçons et les Cabillauds.
Il y avait eu une autre bataille de Brouwershaven en 1426, une bataille plutôt terrestre, alors que celle de 1490 s'est déroulée sur l'eau.

## Le contexte
Après la prise de Rotterdam en 1488, la ville fut aux mains du parti des Hameçons pendant plus d'un an et demi sous le pouvoir du jonker Frans van Brederode. Pendant cette période, ce camp n'a eu qu'un succès limité dans la conquête de territoire malgré les nombreuses tentatives, par exemple Woerden et Mont-Sainte-Gertrude ont été conquises par le seigneur Johan van Montfoort en 1489. En pillant dans la région de la Meuse et le Westland, ils ont réussi à survivre pendant longtemps. En raison des blocus navales et terrestres mis en place en 1490 par le parti des Cabillauds et la population de Rotterdam ainsi contrainte, Frans van Brederode et ses partisans décidèrent de quitter la ville le 29 juin 1490.
Ils s'installèrent à L'Écluse, le dernier bastion appartenant aux Hameçons. Ils n'y sont pas restés longtemps et ont ensuite attaqué les îles de Zélande et de Hollande.

## La bataille sur l'eau
Le 21 juillet, des nobles de Zélande et de Hollande ont tenu conseil près de Strijen et ont décidé de faire cesser cette situation. De Schiedam et Dordrecht, une force maritime a été rassemblée sous les ordres du capitaine (gezagvoerder) de Hollande, Jean III d'Egmont, comprenant des nobles tels que Willem et Gilles van Valkestein, Willem van Schagen, Jacob et Gerrit van Reimerswaal, Filips van Wassenaar, Frederik van Renesse, seigneur d'Ellewoutsdijk, et Gijsbrecht van Raaphorst dans les rangs. Environ 3 000 soldats ont été recrutés et transportés dans 86 navires.
Le 23 juillet, les navires se sont rencontrés au Gat van Brouwershaven, où les navires des Hameçons avaient quitté Goedereede peu avant. Les combats ont commencé vers midi sur l'eau, des petits navires légers à rames et des kromstevens ont été éventrés, échoués ou percutés. Le camp des Hameçons ayant perdu 16 navires au soir de cette journée, il a décidé de retourner sur terre. Lors du débarquement, Dirk van Hodenpyl est tombé au sol grièvement blessé et Frans van Brederode avait subi une grave blessure à la tête. Peu de temps après, Van Brederode a été touché au genou et fait prisonnier avec son cousin Anthonie et son demi-frère Walrave de Brederode. Les autres Hameçons, qui combattaient encore sur l'eau, décidèrent de se retirer à la tombée de la nuit. Ce sont 9 navires avec environ 390 hommes qui ont survécu à la bataille emmenant les seigneurs du parti des Hameçons tels que Jan van Naaldwijk, Jan van Teterode et Nicolaas Wittenhorst. Le 26 juillet, les vainqueurs Cabillauds retournèrent à Dordrecht et le 28 juillet, les Hameçons survivants arrivèrent à L'Écluse. A Dordrecht, les prisonniers Hameçons furent soumis à la vindicte de la foule. Frans van Brederode décède en détention avant de pouvoir être jugé.

## Conséquences
De nombreux nobles et chefs Hameçons tels que Steven Nieveld, Dirk van Hodenpyl, Willem Willemszoon et Herman Wytz ont été décapités ou pendus durant l'année suivante. Les conflits interminables entre partis des Hameçons et des Cabillauds semblaient avoir pris fin. Jean III d'Egmont a été récompensé pour ses services par Maximilien Ier en étant élevé au rang de comte, et son statut de stadholder a été prolongé. D'Egmont devait encore faire face à la révolte du peuple du fromage et du pain, mais aucun parti ne jouait plus ici.